# Ceropegia thwaitesii
Ceropegia thwaitesii là một loài thực vật có hoa trong họ La bố ma. Loài này được Hook. mô tả khoa học đầu tiên năm 1854.